# Adamclisi (localidad)
Adamclisi es una localidad rumana de la comuna homónima, en el condado de Constanța.

## Toponimia
El nombre del lugar puede encontrarse escrito con grafías como Adam-Clissi y Adamclisi.

## Historia
Hacia comienzos del siglo XX, la localidad, que ya por entonces pertenecía al condado de Constanța, formaba parte de la comuna de Enigea y tenía contabilizada una población de 266 habitantes.
En la segunda mitad del siglo XX la localidad había pasado a formar parte de la comuna homónima de Adamclisi. En el censo de 2021 la localidad tenía una población de 1047 habitantes.